# Hudove, Hluhiv
Hudove (în ucraineană Гудове) este un sat în comuna Hodîne din raionul Hluhiv, regiunea Sumî, Ucraina.

## Demografie
Componența lingvistică a localității Hudove
     Rusă (96,3%)
     Ucraineană (3,7%)
Conform recensământului din 2001, majoritatea populației localității Hudove era vorbitoare de rusă (96,3%), existând în minoritate și vorbitori de ucraineană (3,7%).